# STS-51-I
STS-51-I (ang. Space Transportation System) – szósta misja wahadłowca kosmicznego Discovery i dwudziesta programu lotów wahadłowców.

## Załoga[2]
- Joe H. Engle (2)*, dowódca
- Richard Covey (1), pilot
- James van Hoften (2), specjalista misji 1
- John Lounge (1), specjalista misji 2
- William F. Fisher (1), specjalista misji 3

*(liczba w nawiasie oznacza liczbę lotów odbytych przez każdego z astronautów)

## Cel misji[2]
Umieszczenie na orbicie satelitów telekomunikacyjnych Aussat-1, ASC-1 oraz Leasat-4 (Syncom IV-4), naprawa (aktywacja) w otwartej przestrzeni satelity Leasat-3 (Syncom IV-3) umieszczonego na orbicie przez załogę Discovery STS-51-D. Satelita ten od kwietnia 1985 obiegał bezużytecznie naszą planetę, bez żadnej kontroli ze strony stacji naziemnych.

## Przebieg misji
Start miał miejsce 27 sierpnia 1985 roku i przebiegał normalnie. Nowego typu czujniki temperatury silników głównych  działały bez zarzutu. Wstępną orbitę 352 x 63 km (o nachyleniu 28,5°) zmieniono pojedynczym manewrem OMS na orbitę kołową przebiegającą na wysokości 352 km.
Satelity Aussat i ASC powinny być po otwarciu pokrywy ładowni przetestowane i zakryte, do czasu wypuszczenia, osłonami termicznymi. Leasat takiej osłony nie wymagał. Okazało się, że osłona australijskiego satelity nie działa prawidłowo. Groziło to uszkodzeniem na skutek znacznych wahań temperatury. W związku z tym podjęto decyzję natychmiastowego wypuszczenia Aussat 1, a chwilę potem także ASC- 1. Po raz pierwszy wahadłowiec umieścił na orbicie dwa satelity jednego dnia i to w pierwszej dobie lotu. Wkrótce po uwolnieniu zadziałały człony PAM-D obu obiektów. W trzecim dniu nastąpił wyładunek Leasata-4 i załoga skoncentrowała się na przechwyceniu i naprawie Leasata-3. Ponieważ uszkodzeniu uległ serwomechanizm w jednym z przegubów manipulatora RMS, nie mógł on pracować w reżimie automatycznym i astronauta Lounge poruszał nim wydając polecenia krok po kroku. Wobec pracochłonności tej procedury astronauci odbyli dwa spacery (31 sierpnia i 1 września) zamiast planowanego jednego. Po uchwyceniu satelity stojący w ładowni Fisher zainstalował wtyki z kablami zwierającymi i bezpiecznikami, dzięki czemu wykluczono możliwość włączenia się potężnego silnika satelity. Posługując się dodatkowym zasilaczem Fisher odchylił antenę dookólną.  Po nocnym odpoczynku astronauci założyli koszulkę termiczną na dysze silnika satelity, usunęli bezpieczniki i kable zwierające. Kolejną czynnością było zainicjowanie czynności aktywujących Leasata za pomocą zainstalowanych poprzedniego dnia układów. Wreszcie Van Hoffen mógł wyekspediować satelitę do samodzielnego lotu, równocześnie wprawiając go w ruch wirowy. Nie bez znaczenia przy tym były warunki fizyczne astronauty: wzrost 190 cm, waga 98 kg. Drugi spacer trwał 4,5 godziny. Oszacowano na podstawie wskazań ciśnieniomierza, że zamarzła jedna czwarta zapasów ciekłego materiału pędnego, choć nie stwierdzono pęknięć przewodów.
Siedmiodniowy udany lot Discovery, dwudziesta misja STS zakończyła się 3 września 1985 roku lądowaniem w Bazie Edwards w Kalifornii.

## Parametry misji[1]
- Masa:
  - startowa orbitera: 118 981 kg
  - lądującego orbitera: 89 208 kg
  - ładunku: 19 952 kg
- Perygeum: 351 km
- Apogeum: 352 km
- Inklinacja: 28,5°
- Okres orbitalny: 91,7 min

## Spacery kosmiczne[2]
- W. Fisher i J. van Hoften – EVA 1
  - Start EVA 1: 31 sierpnia 1985
  - Koniec EVA 1: 31 sierpnia 1985
  - Czas trwania: 7 godz. 20 min

- W. Fisher i J. van Hoften – EVA 2
  - Start EVA 2: 1 września 1985
  - Koniec EVA 2: 1 września 1985
  - Czas trwania: 4 godz. 31 min